# Slaget ved Malplaquet
Slaget ved Malplaquet var et slag, der fandt sted den 11. september 1709 i nærheden af den belgiske by Mons under den Spanske Arvefølgekrig mellem en britisk-østrigsk hær under hertugen af Marlborough og Prins Eugen af Savoyen og en fransk hær under Claude de Villars og Louis de Boufflers. Trods sejr var de allieredes tab så store, at man opgav ideen om at marchere mod Paris. I stedet blev Marlborough kaldt hjem og man begyndte fredsforhandlinger.
| Historie | Spire Denne historieartikel er en spire som bør udbygges. Du er velkommen til at hjælpe Wikipedia ved at udvide den. |

50°19′11″N 3°50′12″Ø / 50.319722222222°N 3.8366666666667°Ø